# ソウルモーターショー
ソウルモーターショー（Seoul Motor Show、서울 모터쇼、略称：SMS）は、大韓民国で開催される国際モーターショーで1995年以来ほぼ2年ごとに開催されている。ただし、2001年は韓国全体を襲った経済危機の影響で行われず、2002年に行われた。その次の回は2005年に行われ、以降は末尾が奇数年開催に戻っている。
ソウルモーターショー組織委員会、韓国自動車工業会 (KAMA)が主催し、知識経済部、環境部、国土海洋部、京畿道庁、高陽市庁が後援する。1997年に国際自動車工業連合会 (OICA) によって国際自動車展示会に認定されている。
開催された当初の会場はソウル市内にあるコエックスだったが、2005年からはコエックスの約2倍の面積を持つ京畿道のキンテックスに場所を移した。さらに、キンテックスには2011年に第2展示場となるキンテックス2が完成したため、キンテックスと合わせるとコエックス比で約4倍の広さとなった。
2021年は新型コロナウイルスや他モーターショーとの重複といった諸事情により、「ソウルモビリティショー」に名称変更し、規模が縮小された上で開催。
2023年も引き続きソウルモビリティショーの名で開催される。

## 2007年
テーマ:創造〜新たな世界が切り拓かれる
第6回ソウルモーターショーは4月5日から4月15日まで（一般公開は4月6日から）キンテックスにて開催。
出展車種：
- デーウ・L4X（韓国初公開、のちのベリタス）
- ヒュンダイ・FDハッチバック（韓国初公開）
- ヒュンダイ・FDワゴン
- ヒュンダイ・HCD-10ヘリオン・コンセプト（韓国初公開）
- ヒュンダイ・HED-4カルマック・コンセプト（韓国初公開）
- ヒュンダイ・HND-3ベロスター・コンセプト
- ヒュンダイ・TQ
- インフィニティ・G37クーペ
- キア・KCD-3キュー・コンセプト（韓国初公開）
- キア・KED-2プロシード・コンセプト（韓国初公開）
- キア・KED-3エクシード・コンセプト（韓国初公開）
- キア・KND-4コンセプト
- サンヨン・カイロン・フェイスリフト
- サンヨン・Wzコンセプト
- ルノー・アルティカ・コンセプト（韓国初公開）
- ルノーサムスン・QMX（のちのQM5）

など

## 2009年
テーマ:美しい技術、素晴らしいデザイン
第7回は2009年4月3日から12日まで開催。開催場所は前回同様KINTEXである。国内メーカーが盛況する中、今回は世界的不況の影響により日産やBMWなど多くの海外メーカーが出展を見合わせたため、ほぼ国内メーカーのみでの出展となった。
出展車種：
- ヒュンダイ・アバンテ・LPiハイブリッド
- ヒュンダイ・ブルーウィル・コンセプト
- ヒュンダイ・ジェネシス・プラダ
- キア・ソレントR
- キア・フォルテ・LPiハイブリッド
- キア・KND-5・コンセプト（のちのK7）
- GM大宇・マティス後継車*（のちのマティス・クリエイティブ）
- シボレー・ボルト (ハイブリッドカー) （GM大宇ブースにて出展）
- ルノーサムスン・SM3（2代目）
- ルノーサムスン・eMX・コンセプト
- サンヨン・C200
- ホンダ・インサイト
- ホンダ・CR-Z・コンセプト
- レクサス・ISコンバーチブル

など

## 2011年
テーマ:進化、タイヤの上のグリーン革命
第8回は2011年4月1日から10日まで開催（プレスデーは3月31日）。開催場所は従来同様キンテックスである。過去最大規模となる8カ国139社が参加する予定。韓国GMにとっては社名変更後初の出展となる。
出展車種：
- ヒュンダイ・HSD-6コンセプト
- ヒュンダイ・ヴェロスター
- ヒュンダイ・ソナタ・ハイブリッド
- ヒュンダイ・VF（i40）
- キア・KND-6コンセプト
- キア・K5・ハイブリッド
- サンヨン・KEV2
- サンヨン・SUT1
- シボレー・ミレー
- シボレー・ボルト (ハイブリッドカー)
- シボレー・キャプティバ（2代目）
- アルフェオン・eアシスト
- ルノーサムスン・SM7コンセプト（2代目）
- ルノーサムスン・SM3・Z.E.
- ルノーサムスン・Twizy
- 日産・リーフ
- 日産・キューブ
- インフィニティ・エッセンス
- トヨタ・シエナ
- トヨタ・プリウス・プラグインハイブリッド
- レンジローバー・イヴォーク
- ボルボ・V60
- BMW・ヴィジョン
- アウディ・e-tron
- ポルシェ・カイエン・ハイブリッド/ディーゼル
- メルセデス・ベンツ・F800スタイル
- ホンダ・シビックコンセプト
- ホンダ・FCXクラリティ

など

## 2013年
テーマ: 自然を抱く、人を抱く
第9回は2013年3月29日から4月7日まで開催（プレスデーは3月28日）。前回（8カ国・139社）よりも多い12カ国・210社が参加し、展示面積は過去最大となる。開催場所は従来同様キンテックス（2011年9月のキンテックス2の完成により、今回からキンテックス、キンテックス2の2会場となった）。
出展車両
- ヒュンダイ・HND-9
- ヒュンダイ・アバンテクーペ
- ヒュンダイ・アバンテEV
- ヒュンダイ・エクウス by エルメス
- キア・CUB
- キア・クロスGT
- キア・カレンス（4代目、RP型）
- キア・K3ユーロ（5ドア）
- シボレー・スパークEV
- シボレー・カマロ ホットウィール
- ルノーサムスン・QM3（ルノー・キャプチャーのルノーサムスン版）
- ルノーサムスン・SM3 Z.E.（マイナーチェンジ版）
- ルノーサムスン・SM5 XE TCE
- サンヨン・LIV-1
- サンヨン・SIV-1
- サンヨン・チェアマンWサミット
- レクサス・LF-LC
- レクサス・IS（3代目、日本仕様の場合は2代目）
- トヨタ・RAV4（4代目）
- トヨタ・FJクルーザー
- トヨタ・アバロン（4代目）
- 日産・ジューク
- 日産・パスファインダー（4代目）
- インフィニティ・LEコンセプト
- BMW・3シリーズGT
- BMW・4シリーズクーペ
- BMW・M6グランクーペ
- MINI インスパイアード・バイ・グッドウッド
- マセラティ・クアトロポルテ（6代目）
- ランドローバー・レンジローバー
- ボルボ・V40（2代目）
- フォルクスワーゲン・ゴルフ（7代目）
- フォルクスワーゲン・ポロ（5代目）
- メルセデス・ベンツ・Aクラス（3代目）
- メルセデス・ベンツ・CLAクラス

など

## 2015年
テーマ: 技術に出会う、芸術を感じる
第10回は2015年4月3日から4月12日まで開催（プレスデーは4月2日）。出展自動車メーカー数33社、出展台数約350台は過去最多。会場は前回同様、「KINTEX」と「KINTEX2」だが、展示面積を拡大し、過去最大規模の91.141m2となる。
出展車種：
- シボレー・スパーク（次期型）
- ヒュンダイ・エンデューロ（世界初公開）
- ヒュンダイ・ソナタ PHEV
- ヒュンダイ・ソラティ（韓国初公開）
- キア・K5（JF型）
- キア・ノヴォ　コンセプト（世界初公開）
- サンヨン・XAV　コンセプト
- サンヨン・チボリEVR
- ルノー・エスパス（韓国初公開）
- ルノーサムスン・エオラブ（韓国初公開、ルノー・エオラブのルノーサムスン版）
- 日産・ムラーノ（Z52型）
- インフィニティ・Q70L
- メルセデス・ベンツ・マイバッハSクラス（X222）
- メルセデスAMG・GT
- トヨタ・MIRAI
- トヨタ・プリウスV（日本名：プリウスα）
- レクサス・LF-LC（のちのレクサス・LC）
- ホンダ・HR-V（日本名：ヴェゼル）
- ホンダ・レジェンド　ハイブリッド（日本仕様をそのまま展示）
- シトロエン・C4カクタス
- マセラティ・アルフィエーリ　コンセプト
- フォルクスワーゲン・デザインヴィジョンGTI　コンセプト
- アウディ・TT
- BMW・M4コンバーチブル
- BMW・2シリーズ　アクティブツアラー

など

## 2017年
テーマ: 未来を描き、今を楽しもう
第11回は2017年3月31日から4月9日まで開催（プレスデーは3月30日）。
- ジェネシス・G90　スペシャルエディション
- ヒュンダイ・FEフューエルセル　コンセプト
- ヒュンダイ・グレンジャー　ハイブリッド（IG）
- ヒュンダイ・i30 TUIXコンセプト
- キア・スティンガー
- シボレー・ボルトEV
- ルノー・クリオ（日本名：ルーテシア、ルノーサムスンのブースにて展示）
- 雙龍・G4レクストン
- トヨタ・プリウスプライム（日本名：プリウスPHV（ZVW52））
- インフィニティ・Q60
- 日産・グリップス　コンセプト
- ホンダ・CR-Vターボ（5代目）
- ホンダ・NSX（NC1）
- プジョー・5008GT
- BMW・M760Li　xDrive
- ポルシェ・パナメーラ（2代目）
- リンカーン・ナビゲーター　コンセプト

ほか

## 2019年
テーマ：SUSTAINABLE CONNECTED MOBILITY（持続可能なモビリティ）
第12回は2019年3月29日から4月7日まで開催（プレスデーは3月28日）。テスラが初出展。
- ルノーサムスン・XM3　インスパイア（ルノー・アルカナのルノーサムスン版、のちのXM3）
- キア・モハベ　マスターピース
- キア・SP シグネチャー
- ヒュンダイ・ソナタ（DN8）
- ヒュンダイ・パリセード
- ヒュンダイ・ネクソ
- ジェネシス・G90L
- サンヨン・コランド（C300）
- テスラ・モデル3
- AMG GT　4ドアクーペ
- マセラティ・レヴァンテ　トロフェオ
- シボレー・タホ
- ポルシェ・918スパイダー
- ポルシェ・911（992）
- DS・DS3クロスバック
- BMW・X7
- BMW・Z4
- トヨタ・RAV4（5代目）
- トヨタ・スープラ（日本名：GRスープラ）
- レクサス・LF-1　リミットレス
- レクサス・UX
- 日産・アルティマ（L34）

ほか

## 2021年 （ソウル モビリティ ショー）
テーマ：SUSTAINABLE CONNECTED MOBILITY（持続可能なモビリティ）
第13回はCOVID-19の影響を考慮し、例年3月末からの開催を延期して7月1日から10日までで予定していたが、再延期され、2021年11月25日から12月5日まで開催（プレスデーは11月24日）。
また、名称も変更され「SEOUL MOBILITY SHOW（ソウル・モビリティ・ショー）」として、通常時の約1/3の規模に縮小された上で開催された。
- ジェネシス・エレクトリファイドG80
- ジェネシス・エレクトリファイドGV70
- ジェネシス・GV60
- キア・ニロ（2代目、SG2）
- メルセデス・ベンツ・EQA
- メルセデス・ベンツ・EQB
- メルセデス・ベンツ・EQS
- BMW・i4
- BMW・iX
- アウディ・Q4 e-トロン

ほか

## 2023年 （ソウル モビリティ ショー）
テーマ：持続可能で知能化された移動革命
第14回は2023年4月1日から4月9日まで開催（3月31日はプレスデー）。　双龍自動車がKGモビリティに改名して初めてのショーでもある。
- キア・EV9
- ヒョンデ・ソナタTHE EDGE
- KGモビリティ・O100
- KGモビリティ・F100
- KGモビリティ・トーレスEVX

ほか

## 2025年 （ソウル モビリティ ショー）
テーマ：Mobility、Everywhere（未来のモビリティ時代のすべて）
第15回は2025年4月3日から4月13日まで開催予定（4月3日はプレスデー）。　